# Rhegmatorhina gymnops
Rhegmatorhina gymnops е вид птица от семейство Thamnophilidae. Видът е световно застрашен, със статут Уязвим.

## Разпространение
Видът е разпространен в Бразилия.